# Hans Haalck
Hans Diedrich Haalck, auch Hans Dietrich Haalck (* 7. Oktober 1894 in Weddingstedt; † 5. April 1969 in Potsdam) war ein deutscher Geophysiker. Er gilt als einer der Pioniere der angewandten Geophysik in Deutschland.

## Leben
Das berufliche Leben des Geophysikers Haalck, der am 7. Oktober 1894 in Weddingstedt (Holstein) geboren wurde, ist eng mit dem 1886 gegründeten, ehemals Königlichen Geodätischen Institut am Telegrafenberg in Potsdam verbunden. Der Ende November 1921 an der Universität zu Göttingen unter seinem Doktorvater, dem Geophysiker Emil Wiechert (1862–1928),  zum Dr. phil. promovierte Wissenschaftler  zog mit seiner Ehefrau Nelly Haalck, geborene Habke (1899–1985), von Berlin nach Potsdam, die frühere preußische Residenzstadt, um dort ab 1. Oktober eine Forschungstätigkeit als Vorsteher der geophysikalischen Abteilung des Preußischen Geodätischen Instituts auszuüben. Bereits am 1. April 1929 wurde der junge Wissenschaftler in Potsdam als kommissarischer Abteilungsvorsteher eingesetzt. Das Geodätische Institut Potsdam kannte Haalck aus seiner viermonatigen Tätigkeit als Hilfsrechner, die er zwischen zwei Arbeitsstellen nach Abschluss des Studiums als wissenschaftlicher Mitarbeiter bei der ERDA A. G. in Göttingen und bei der EXPLORATION BODENUNTERSUCHUNGS & VERWERTUNGS-GESELLSCHAFT M. B. H. in Berlin ausgeübt hatte.
In seinem akademischen Lebenslauf erwähnt der älteste Sohn von elf Kindern eines Landwirts an der Dithmarscher Nordseeküste Hans Dietrich Haalck, dass er nach der Notreifeprüfung 1914 an der Oberrealschule zu Heide in Holstein ab November desselben Jahres sein Studium begann und es "des Dienstes fürs Vaterland wegen" zweimal unterbrach, zuletzt "von November 1916 bis zur Beendigung des Krieges" beziehungsweise seines Kriegsdienstes an der Westfront. Er studierte sowohl Physik als auch Mathematik an den Universitäten Kiel, Bonn und Göttingen und interessierte sich besonders für die Astronomie und Geophysik.
1929 erschien seine Arbeit über die Kursker Magnetanomalie und sein in den USA eingetragenes erstes Patent zur Drehwaage wurde vom dortigen Patentamt im selben Jahr ausgestellt. Haalck nahm mit weiteren Geophysikern 1930, darunter Hans Ertel, Gerhard Fanselau und Martin Rössiger, an der Einweihung des Observatoriums für Erdmagnetismus in der brandenburgischen Stadt Niemegk teil. Die Feierstunde fand am 23. Juli 1930, am Abend des 70. Geburtstags des früheren Leiters des Magnetische Observatorium Potsdam und Initiator des neuen Observatoriums, Adolf Schmidt (1860–1944), in Anwesenheit des Jubilars statt und es erhielt dessen Namen. Besonders Fragestellungen der angewandten Geophysik gehörten bis Ende 1936 zu den Forschungen des Potsdamer Geodätischen Instituts, darunter zunächst auch die angewandte Gravimetrie und dazugehörige Feldmessungen.
Der wegen seiner wissenschaftlich-fachlichen Leistungen zum Professor ernannte Haalck – ohne jemals Hochschullehrer zu sein – wollte an die Traditionen des Geodätischen Instituts in der Seegravimetrie anknüpfen, als er ein Gasfedergravimeter entwickelte, das auch für Schweremessungen auf dem offenen Meer einsetzbar sein sollte, was jedoch „ohne größeren Erfolg“ blieb. Den statischen (barometrischen) Schweremesser, der für Messungen auf dem Land und auf See vorgesehen war, behandelte Haalck 1939. Das Haalcksche Gasfeder-Gravimeter, das von Askania-Werke AG Bambergwerk in Berlin-Friedenau produziert wurde, konnte auf dem Festland unter Leitung seines Erfinders vor allem in der norddeutschen Tiefebene eingesetzt werden. In der norddeutschen Tiefebene wurden durch gravimetrische Messungen von Hans Haalck, Rudolf Meinhold, Dipl.-Ing. Fritz Haalck, einem Bruder des Professors, sowie weiteren Geophysikern in den 1930er Jahren z. B. Salzstöcke aufgespürt, darunter der Salzstock Gorleben.
Sein zweites US-Patent mit der Nummer 2105146 erhielt Hans Haalck für die von ihm entwickelten neuen und nützlichen Verbesserungen bei Gravitationsmessinstrumenten. Das Zertifikat wurde am 11. Januar 1938 ausgestellt. Hans Haalck gab zusammen mit Hermann Reich, Berlin, Martin Rössiger, Potsdam, und Rudolf von Zwerger, Berlin, bis 1944 die BEITRÄGE ZUR ANGEWANDTEN GEOPHYSIK unter Mitwirkung des Leiters des Reichsamtes für Bodenforschung Otto Brasch, Berlin, sowie weiteren in- und ausländischen Geophysikern heraus.
Nach Ende des Zweiten Weltkrieges blieb Professor Dr. Haalck mit seiner Familie in Potsdam wohnen, obwohl Verwandte väterlicherseits von ihm in Holstein (Plön) wohnten. Er erreichte, dass er weiterhin bei dem in den Westsektoren von Berlin bis 1967 ansässigen Verlag Gebrüder Borntraeger veröffentlichen durfte. Haalck pflegte auch nach der Spaltung Deutschlands den wissenschaftlichen Erfahrungsaustausch mit westdeutschen Geophysikern. Auf einer gemeinsamen Tagung der Deutschen Geophysikalischen Gesellschaft und Deutschen Meteorologischen Gesellschaft in Hamburg im Jahre 1950 anlässlich des 70. Geburtstages des Meteorologen und Geophysikers Alfred Wegener referierte Haalck über neue Ansichten zu den Ursachen des magnetischen Feldes des festen Erdkörpers. In der DDR publizierte Haalck für eine breite Leserschaft den Titel Physik des Erdinnern. Zuvor hatte er für ein Fachpublikum sich mit dem Thema: Die vollständige Bestimmung örtlicher gravimetrischer Störungsfelder aus Drehwaagemessungen mit Berechnungsbeispiel auseinandergesetzt. Zu seinem 65. Geburtstag im Jahre 1959 veröffentlichte der damalige DDR-Verlag >Akademische Verlagsgesellschaft Geest & Portig K.-G.< eine erweiterte Neuauflage des Titels Physik des Erdinnern von Hans Haalck, in dem der Autor besonders auf die Arbeitsmethoden der angewandten Geophysik bei der Erkundung oberflächennaher Bodenschichten unter anderem am Beispiel seines Geburtsortes Weddingstedt in Holstein einging und in einer Fußnote auf das von ihm mit bearbeitete Lehrbuch der Angewandten Geophysik (Teil I und II) verwies, das beim (West-)Berliner Verlag Borntraeger in 2. Auflage 1958 erschien. Nach seiner Pensionierung wirkte der Geophysiker noch rund drei Jahre als freier Mitarbeiter am Geodätischen Institut Potsdam der Deutschen Akademie der Wissenschaften zu Berlin (DAW). Kürschners Deutscher Gelehrtenkalenden zählte bis 1961 rund 70 Aufsätze, die Hans Haalck veröffentlichte in: Zeitschrift für Geophysik, Gerlands Beiträge zur Geophysik, Forschungen und Fortschritt sowie in Veröffentlichungen des Geodätischen Instituts Potsdam.  Hans Haalck machte in seinem 70. Lebensjahr noch einmal von sich reden, als er aus den Erkenntnissen der Habilitationsschrift seines Sohnes Jörgen Haalck forderte, die DDR solle sich einen ihr zustehenden Teil der entdeckten Erdgas- und Erdölfelder vor der mecklenburgischen Küste außerhalb der Dreimeilenzone gemäß dem Mittellinienprinzip für Festlandsockel sowie unter Bezugnahme auf die Genfer Seerechtskonferenz von 1958 durch vertragliche Vereinbarungen mit Ostsee-Anrainerstaaten sichern. Gegebenenfalls könne die DDR ihren Anspruch nach dem Völkergewohnheitsrecht auch einseitig geltend machen. In Fachkreisen wird Hans Haalck als Autor zahlreicher Geophysik-Lehrbücher, Verfasser von Beiträgen in Fach-Zeitschriften zu Themen der "Theorie des Erdaufbaus und zur Natur  und Entstehung des Erdmagnetfeldes" gewürdigt sowie nicht zuletzt als Entwickler eines Gravimeters nach dem Prinzip des Quecksilber-Barometers. Der Wissenschaftler Gerhard Fanselau würdigte im Nachruf für Hans Haalck, der nach langer schwerer Krankheit in Potsdam gestorben war, ihn als einen "führenden deutschen Geophysiker, der sich durch seine Leistungen allgemeine Achtung und Anerkennung erworben hat." Bei Einführungen in die Geophysik in Hochschultaschenbüchern wird Haalcks Lehrbuch der angewandten Geophysik als ergänzende Literatur für "Feinheiten der Verfahren" empfohlen.

## Schriften (Auswahl)
- Die magnetischen Verfahren der angewandten Geophysik. Mit 61 Figuren und 3 Tafeln. Sammlung geophysikalischer Schriften Nr. 7. Verlag Gebrüder Borntraeger, Berlin 1927.
- Die gravimetrischen Verfahren der angewandten Geophysik. Verlag Gebrüder Borntraeger, Berlin 1929.
- Die Verwendung der Elektrizität zur Erforschung des Untergrundes, Akademische Verlagsgesellschaft, Leipzig 1929, (Sonderdruck aus Gerlachs Beiträge zur Geophysik, Band 23).
- Handbuch der Experimentalphysik, zusammen mit W. Heine, Gustav Angenheister (Red) u. a., Akademische Verlagsgesellschaft M. B. H., Leipzig 1930.
- Lehrbuch der angewandten Geophysik (Geophysikalische Aufschlussmethoden). Verlag Gebrüder Borntraeger, Berlin 1934.
- Der Gesteinsmagnetismus – seine Beziehungen zu den Erscheinungen des Ferromagnetismus und zum erdmagnetischen Feld, Akademische Verlagsgesellschaft Becker & Erler, Leipzig, 1942.
- Die vollständige Bestimmung örtlicher gravimetrischer Störungsfelder. Veröffentlichungen des Geodätischen Instituts Potsdam,  Nr. 4, Akademie-Verlag, Berlin, 1950.
- Gegenwärtige Probleme und Aufgaben der Physik des festen Erdkörpers mit 12 Abb., Verlag Gebrüder Borntraeger, 1952 (Ausführliche Besprechung durch Gerhard Fanselau, Potsdam, in Deutsche Litteraturzeitung für Kritik der Internationalen Wissenschaft, Spalten 485/86. Hrsg. Kurt Aland und Hans Ertel, Herausgegeben im Auftrage der Akademien der Wissenschaften zu Berlin, Göttingen, Heidelberg, Leipzig, München, Wien.  Akademie-Verlag Berlin 1954)
- Lehrbuch der angewandten Geophysik – Teil I und II., Hrsg. H. Haalck, 2., erweiterte und bearbeitete Auflage, Verlag Gebrüder Borntraeger, Berlin 1953 und 1958.